# Етапа на Јелисејским пољима на Тур де Франсу
Етапа на Јелисејским пољима на Тур де Франсу, последња је етапа на етапној бициклистичкој трци, једној од три гранд тур трке — Тур де Франсу, који се непрекидно од 1975. до 2023. завршавао на Јелисејским пољима, амблематичној улици у Паризу. Године 2024. последња етапа је помјерена у Ницу због Летњих олимпијских игара које се у исто вријеме одржавају у Паризу. С обзиром на то да је последња етапа на најпознатијој трци на свијету, побједа се сматра великим престижом.
Етапа обично почиње на периферији Париза, а тимови се договарају о опуштеној вожњи током првог дијела трке, при чему бициклисти користе прилику да имају тренутак мира, смију се и прослављају успјех завршетка Тур де Франса. Возач који је лидер у генералном пласману, позира за фотографије, често узимајући чашу шампањца на путу и слави са својим тимом, јер на последњој етапи нико не напада са циљем да се бори за побједу на трци.
Други дио етапе је такмичарски. Након што се уђе у Париз, у којем се вози од шест до десет кругова, а гдје се улице углавном поплочане калдрмом, одмах почињу напади. Возачи покушавају да се одвоје од главне групе како би остварили побједу, али су до 2021. бјегунци побиједили само шест пута, односно три пута након 1979. У свим осталим случајевима, изузев 1989. када је последња етапа био хронометар, побједник одлучен у спринту главне групе. Често је последња етапа одлучивала побједника и у класификацији по поенима, коју обично освоје спринтери.
Рута је коришћена и за прва три издања једнодневне женске трке — Ла корс бај ле Тур де Франс, која је први пут одржана 2014. Планирано је да се рута поново вози 2020. али је због пандемије ковида 19 помјерена у Ницу.
Први побједник је био Валтер Годефрот, док је рекордер Марк Кевендиш са четири побједе.

## Историја
Први Тур де Франс — 1903 завршен је у Вил д’Авреу, док је од 1904. до 1967. последња етапа вожена је до Парка принчева, а у периоду од 1968. до 1974. током доминације Едија Меркса, последња етапа вожена је до Венсенског велодрома.
Године 1974. Феликс Левитан, кодиректор Тура, заједно са новинаром Ивом Мурузијем, предложио је да се последња етапа вози на Јелисејским пољима. Мурузи је контактирао предсједника Француске — Валерија Жискара д’Естена, како би добио дозволу. Године 1975. последња етапа вожена је до Јелисејских поља, то је била етапа која је потпуно вожена у Паризу, а састојала се од 25 кругова, односно 163,5 km. Валтер Годефрот је побиједио у спринту, док је Тур освојио Бернар Тевене, коме је жуту мајицу уручио предсједник д’Естен. Године 1977. Француз — Ален Месле, постао је први возач који је остварио соло побједу на етапи. Године 1978, Гери Кнетеман је побиједио секунду испред Ренеа Мертенса и Хенка Лубердинга, Федор ден Хартог је завршио двије секунде иза, а главна група је завршила минут иза.
Након Тура 1978, последња етапа је углавном почињала ван града, док је само финални дио етапе вожен у граду, а број кругова који се вози по граду је углавном био између шест и десет. Године 1989, први и једини пут је на последњој етапи на Јелисејским пољима вожен хронометар, дуг 25 km. Лоран Фињон је имао 50 секунди предности испред Грега Лемонда, који је успио да надокнади заостатак и освоји Тур са осам секунди испред Фињона. Етапа се сматра једном од најзначајнијих у историји Тура.
У периоду од 2009. до 2012. Марк Кевендиш је остварио четири побједе заредом на етапи, након чега је Марсел Кител остварио двије побједе заредом. Године 2013. за обиљежавање стогодишњице Тура, старт етапе је помјерен за поподне, а завршена је током ноћи, када су бициклисти ушли на Јелисејска поља двориштем палате Лувр, пролазећи поред пирамиде Лувра и користећи кружни ток око Тријумфалне капије умјесто да иду у полукружно скретање; таква рута по Јелисејским пољима је остала да се примјењује и у наредним годинама. На Туру 2015, због лошег времена, организатори су неутралисали етапу у смислу оствареног времена након уласка у Париз, на 70 km до циља, како би избјегли могуће повреде у борби да возачи из врха генералног пласмана не изгубе вријеме. Побиједио је Андре Грајпеј, који је 2016. остварио другу побједу заредом. Године 2021. Кевендиш је остварио четири побједе на Туру, што су му биле прве побједе након пет година, али га је на етапи на Јелисејским пољима одспринтао Ваут ван Арт.
Због Олимпијских игара 2024. које се одржавају у Паризу, током љета 2022. објављено је да постоји могућност да ће се последња етапа на Тур де Франсу 2024. возити у Ници умјесто на Јелисејским пољима у Паризу, што је током 2023. и потврђено, па етапа на Јелисејским пољима није била последња етапа на Туру први пут од 1975. а први пут од 1989. последња етапа је била хронометар. Године 2025. рута је промијењена, након уласка у Париз вожена су три круга по 6,8 km којим се претходно завршавао Тур де Франс, а затим су вожена три круга по 16,8 km, током којих је вожен успон Коте де ла буте Монмартр, а врх трећег преласка преко успона био је на 6,1 km до циља, док се вријеме за генерални пласман рачунало на четвртом преласку преко линије циља, прије почетка три круга и којима је вожен Монмартр. Жилијен Алафилип је напао на првом преласку преко успона, што одмах пратили Арно де Ли и Тадеј Погачар и преко успона је прешла група од око 30 возача. Погачар је напао на другом преласку преко успона, што су пратили Матео Јоргенсон, Матео Трентин, Давиде Балерини и Ваут ван Арт, а на спусту их је достигао Матеј Мохорич. Погачар је напао поново на последњем преласку преко успона, што је пратио Ван Арт а затим напао и сам на 300 метара до циља и остварио је соло побједу, чиме је постао први возач који је остварио соло побједу на Јелисејским пољима послије Александра Винокурова 2005.

## Доласци
Етапа до Јелисејских поља је једна од најпрестижнијих и највећих етапа и спринтери на Туру је сматрају највећом наградом. Генерални пласман је углавном већ одређен, тако да етапа представља слављење завршетка Тура и углавном, због профила етапе која је равна и због жеље спринтерских тимова да осигурају да ће се етапа завршити спринтом, возачи не покушавају да се боре за генерални пласман и да надокнаде заостатак који имају; такође, сматра се да су напади на последњој етапи од возача који покушавају да поправе позицију у генералном пласману противни етици бициклизма. Традиционално, етапа почиње послуживањем шампањца од стране тима за који вози побједник трке, фотографисањем, опуштеном вожњом и међусобним разговором међу возачима.
Како се возачи приближавају Паризу, почињу први напади, а спринтерски тимови преузимају чело групе како би успјели да достигну све возаче који из бијега покушавају да дођу до етапне побједе. Када уђу у Париз, возе кроз улицу Риволи, Трг Конкорд, а затим скрећу десно и улазе на Јелисејска поља, након чега пролазе Тријумфалну капију, иду низ Јелисејска поља, пролазе поред палате Тиљерије и Лувра, а затим се преко трга Конкорд враћају на Јелисејска поља; вози се укупно осам кругова, док се раније возило десет кругова.
Када возач оствари значајно достигнуће на Туру, уобичајено је да га група пусти да сам уђе на Јелисејска поља током последње етапе тог Тура. На трци 2012. возачи су одали признање Џорџу Хинкапију, који је те године возио рекордни 17. и свој последњи Тур де Франс, пустивши га да први уђе на Јелисејска поља, гдје га је публика поздравила. На трци 2016. Хоаким Родригез је возио последњи пут Тур и први је ушао на Јелисејска поља. На трци 2017. Ајмар Зубелдиа и Томас Воклер су возили Тур де Франс по последњи пут и ушли су први на Јелисејска поља. Године 2018. Силван Шаванел је ушао први у Париз и провео је неко вријеме сам возећи по Јелисејским пољима, у част тога што је срушио рекорд Хинкапија и возио је свој 18. и последњи Тур.
Многи возачи покушавају да оду у бијег и остваре соло побједу на Јелисејским пољима, али пошто им шансе нису велике, етапа се такође сматра последњом приликом за тимове да оду у бијег и промовишу своје спонзоре. Малој групи бјегунаца је тешко да издржи притисак велике групе по равном терену, у којој раде бројни спринтерски тимови, за чије спринтере је то последња шанса да остваре етапну побједу.
У почетним годинама када је последња етапа почела да се вози по Јелисејским пољима, побједе бјегунаца су биле уобичајене. У периоду од 1977. до 1979. све три године су на етапи побиједили бјегунци. Након тога, побједе бјегунаца су постале ријетке, а последњу је остварио Александар Винокуров 2005. Побједе из бијега на Јелисејским пољима остварили су Ален Месле (1977), Гери Кнетеман (1978), Бернар Ино (1979), Џеф Пирс (1987), Еди Сење (1994), Александар Винокуров (2005), као и Ваут ван Арт (2025).

## Генерални пласман
Иако углавном нема напада возача који се боре за генерални пласман на последњој етапи, борбе су се водиле два пута. На Туру 1979, Јоп Зутемелк, који је био 3,07 минута иза Бернара Иноа, напао је у покушају да надокнади вријеме и освоји Тур; Ино га је достигао и побиједио у борби за етапну побједу.
На Туру 1989. последња етапа је била хронометар дуг 24 km. Грег Лемонд је пред последњу етапу заостајао 50 секунди иза Лорана Фињона; побиједио је са 58 секунди испред Фињона и освојио је Тур. То је био први и једини пут да је вожен хронометар на последњој етапи од када се она вози на Јелисејским пољима. На трци 1964, 1965. и 1967, на последњој етапи на Парку принчева вожен је хронометар, док је у периоду од 1968. до 1971. на последњој етапи вожен хронометар на Венсенском велодрому.
На Туру 2005. Ленс Армстронг је имао велику предност пред последњу етапу, али је разлика између Левија Лајфејмера и Александра Винокурова на петом и шестом мјесту била двије секунде. Винокуров је напао у последњем километру, остварио соло побједу и преузео пето мјесто. Такође, то је био последњи пут да побједник није одлучен у групном спринту.
На Туру 2017. Микел Ланда је пред последњу етапу заостајао секунду иза Ромена Бардеа, који је био на трећем мјесту, али није нападао иако је имао прилику да заврши трку на подијуму. Године 2023. Тадеј Погачар је напао у последњим круговима са циљем да оствари етапну побједу, док је био на другом мјесту у генералном пласману, али је заостајао преко седам минута иза Јонаса Вингегора.

## Класификација по поенима
На неким издањима трке, класификација по поенима буде ријешен тек на последњој етапи.
Године 1984. Франк Хосте је био лидер класификације током већег дијела трке, али је Шон Кели преузео вођство на претпоследњој етапи, са четири поена предности. На последњој етапи, Хосте је завршио на трећем мјесту, а Кели на петом и Хосте је освојио класификацију четири поена испред Келија.
Године 1987. Стивен Роуч је имао 17 поена предности испред Жан Пола ван Попела пред последњу етапу. На последњој етапи, Ван Попел је узео 16 поена на пролазном циљу и завршио је етапу на деветом мјесту, захваљујући чему је освојио класификацију 16 поена испред Роуча.
На Туру 1991. Џамолидин Абдужапаров је ударио у баријере у спринту и пао на 100 метара до циља на последњој етапи. Након што се освијестио, помогли су му да пређе линију циља и освоји класификацију.
Године 2001. Стјуарт О Грејди је био лидер класификације током већег дијела трке и последњу етапу је стартовао са два поена предности испред Ерика Цабела. На последњој етапи, Цабел је завршио на другом мјесту, О Грејди на трећем и Цабел је освојио класификацију, осам поена испред О Грејдија.
Године 2003. Роби Макјуен је имао два поена предности испред Бајдена Кука пред последњу етапу. На последњој етапи, Кук је завршио на другом мјесту, Макјуен на трећем и Кук је освојио класификацију са два поена испред Макјуена.

## Побједници
| Година | Старт                | Дужина () | Побједник                   | Референца            |
| ------ | -------------------- | --------- | --------------------------- | -------------------- |
| 1975.  | Париз                | 163,4     | Валтер Годефрот (БЕЛ)       | [ 11 ]               |
| 1976.  | Париз                | 90,7      | Гербен Карстенс (ХОЛ)       | [ 49 ]               |
| 1977.  | Париз                | 90,7      | Ален Месле (ФРА)            | [ 12 ]               |
| 1978.  | Сен Жермен ан Ле     | 161,5     | Гери Кнетеман (ХОЛ)         | [ 13 ]               |
| 1979.  | Ле Пере сир Марн     | 180,3     | Бернар Ино (ФРА)            | [ 35 ]               |
| 1980.  | Фонтне су Боа        | 186,1     | Пол Версхер (БЕЛ)           | [ 50 ]               |
| 1981.  | Фонтне су Боа        | 186,6     | Фреди Мартенс (БЕЛ)         | [ 51 ]               |
| 1982.  | Фонтне су Боа        | 186,8     | Бернар Ино (ФРА)            | [ 52 ]               |
| 1983.  | Алфорвил             | 195       | Жилбер Глос (ШВА)           | [ 53 ]               |
| 1984.  | Пантен               | 196,5     | Ерик Вандерарден (БЕЛ)      | [ 44 ]               |
| 1985.  | Орлеан               | 196       | Руди Матејс (БЕЛ)           | [ 54 ]               |
| 1986.  | Кон Кур сир Лоар     | 255       | Гвидо Бонтемпи (ИТА)        | [ 55 ]               |
| 1987.  | Кретеј               | 192       | Џеф Пирс (САД)              | [ 36 ]               |
| 1988.  | Немур                | 172,5     | Жан Пол ван Попел (ХОЛ)     | [ 56 ]               |
| 1989.  | Версај               | 24,5 ()   | Грег Лемонд (САД)           | [ 15 ]               |
| 1990.  | Бретињи сир Орж      | 182       | Јохан Мусеув (БЕЛ)          | [ 57 ]               |
| 1991.  | Мелен                | 178       | Димитриј Коњишев (РУС)      | [ 58 ]               |
| 1992.  | Дефанс               | 141       | Олаф Лудвиг (ЊЕМ)           | [ 59 ]               |
| 1993.  | Вири Шатијон         | 196,5     | Џамолидин Абдужапаров (УЗБ) | [ 60 ]               |
| 1994.  | Дизниленд            | 175       | Еди Сење (ФРА)              | [ 37 ]               |
| 1995.  | Сент Женевјев де Боа | 155       | Џамолидин Абдужапаров (УЗБ) | [ 61 ]               |
| 1996.  | Палезо               | 147,5     | Фабио Балдато (ИТА)         | [ 62 ]               |
| 1997.  | Дизниленд            | 149,5     | Никола Минали (ИТА)         | [ 63 ]               |
| 1998.  | Мелен                | 147,5     | Том Стилс (БЕЛ)             | [ 64 ]               |
| 1999.  | Арпажон              | 143,5     | Роби Макјуен (АУС)          | [ 65 ]               |
| 2000.  | Париз                | 138       | Стефано Цанини (ИТА)        | [ 66 ]               |
| 2001.  | Корбеј Есон          | 160,5     | Јан Сворада (ЧЕШ)           | [ 67 ]               |
| 2002.  | Мелен                | 144       | Роби Макјуен (АУС)          | [ 68 ]               |
| 2003.  | Виле д’Авр           | 160       | Жан Патрик Нацон (ФРА)      | [ 69 ]               |
| 2004.  | Монтеро              | 163       | Том Бонен (БЕЛ)             | [ 70 ]               |
| 2005.  | Корбеј Есон          | 144,5     | Александар Винокуров (КАЗ)  | [ 38 ]               |
| 2006.  | Онтони               | 152       | Тор Хусховд (НОР)           | [ 71 ]               |
| 2007.  | Маркуси              | 130       | Данијеле Бенати (ИТА)       | [ 72 ]               |
| 2008.  | Етан                 | 143       | Герт Стигманс (БЕЛ)         | [ 73 ]               |
| 2009.  | Монтеро              | 160       | Марк Кевендиш (УК)          | [ 74 ]               |
| 2010.  | Лонжимо              | 102,5     | Марк Кевендиш (УК)          | [ 75 ]               |
| 2011.  | Кретеј               | 95        | Марк Кевендиш (УК)          | [ 76 ]               |
| 2012.  | Рамбује              | 120       | Марк Кевендиш (УК)          | [ 77 ] [ 78 ] [ 79 ] |
| 2013.  | Версај               | 133,5     | Марсел Кител (ЊЕМ)          | [ 80 ]               |
| 2014.  | Еври                 | 136       | Марсел Кител (ЊЕМ)          | [ 81 ]               |
| 2015.  | Севр                 | 109,5     | Андре Грајпеј (ЊЕМ)         | [ 82 ]               |
| 2016.  | Шантији              | 113       | Андре Грајпеј (ЊЕМ)         | [ 83 ]               |
| 2017.  | Монжерон             | 103       | Дилан Груневеген (ХОЛ)      | [ 84 ]               |
| 2018.  | Уј                   | 116       | Александер Кристоф (НОР)    | [ 85 ]               |
| 2019.  | Рамбује              | 128       | Кејлеб Јуан (АУС)           | [ 86 ]               |
| 2020.  | Мант ла Жоли         | 122       | Сем Бенет (ИРС)             | [ 2 ]                |
| 2021.  | Шату                 | 108,4     | Ваут ван Арт (БЕЛ)          | [ 87 ]               |
| 2022.  | Ла дефенс арена      | 116       | Јаспер Филипсен (БЕЛ)       | [ 88 ]               |
| 2023.  | Сен Квентин ен Ивлин | 115,1     | Јорди Меус (БЕЛ)            | [ 89 ]               |
| 2024.  | Није вожено          | [ 1 ]     |                             |                      |
| 2025.  | Мант ла Виј          | 132,3     | Ваут ван Арт (БЕЛ)          | [ 90 ]               |